# Saperda imitans
Saperda imitans är en skalbaggsart som beskrevs av Ephraim Porter Felt och Joutel 1904. Saperda imitans ingår i släktet Saperda och familjen långhorningar. Inga underarter finns listade i Catalogue of Life.